# Leptostylus pilula
Leptostylus pilula är en skalbaggsart som beskrevs av Bates 1880. Leptostylus pilula ingår i släktet Leptostylus och familjen långhorningar.
Artens utbredningsområde är:
- Costa Rica.
- Panama.

Inga underarter finns listade i Catalogue of Life.